# Didunculus strigirostris
La paloma manumea (Didunculus strigirostris) es una especie de ave de la familia Columbidae endémica de las islas de Savai'i y Upolu (Samoa), siendo el único representante del género Didunculus. Originaria únicamente de la selva tropical primaria de Samoa, se considera una especie en peligro crítico de extinción por la UICN, con solo unos pocos cientos de individuos que se cree que quedan en existencia.
Es el ave nacional de esta isla. 

## Descripción

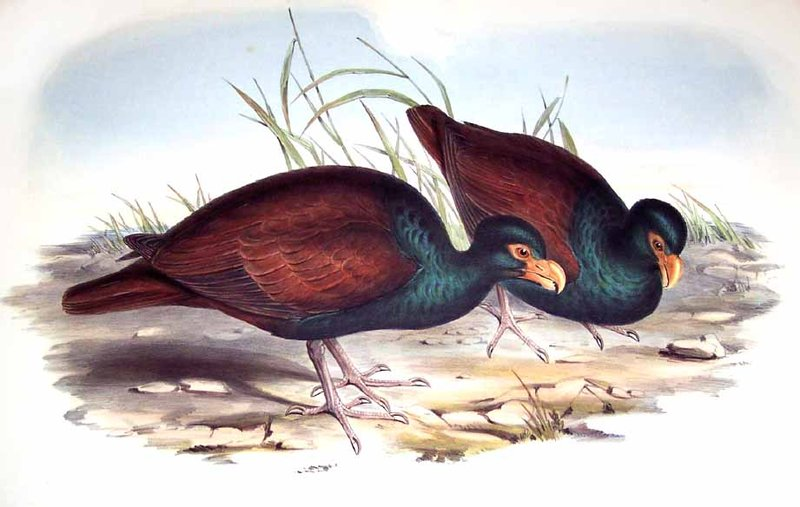
Ilustración de John Gould

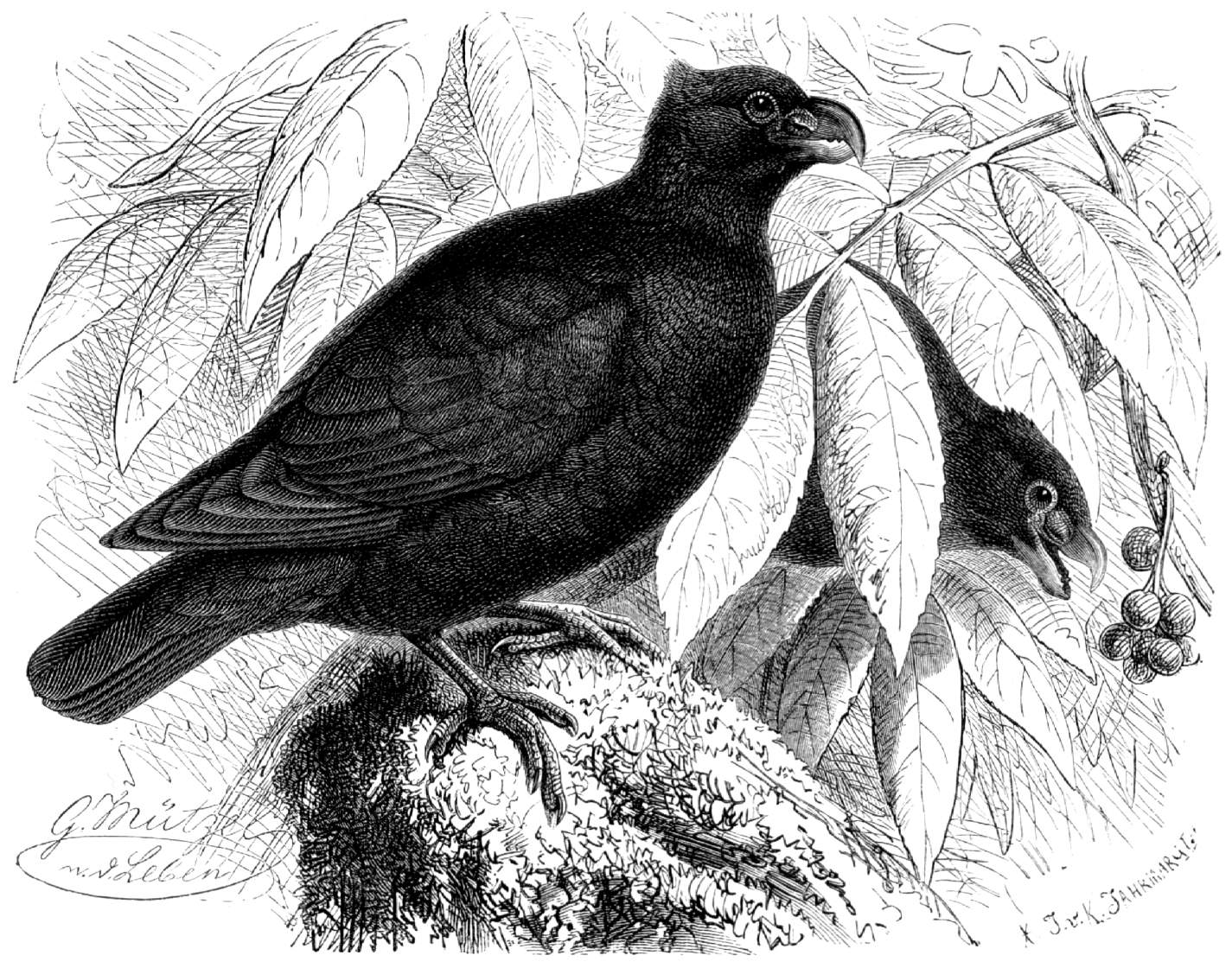
Ilustración en el hábitat de Gustav Mützel

La paloma manumea es un columbiforme oscuro de tamaño mediano, de aproximadamente 31 cm de largo, con patas rojizas y piel desnuda roja alrededor del ojo. Las partes inferiores, la cabeza y el cuello son grisáceas con una ligera iridiscencia azul verdosa, y la cola, las coberteras alares y las terciarias son de color castaño rojizo, mientras que las rémiges restantes son negruzcas. Tiene un pico grande, curvado y ganchudo de color rojo brillante , con proyecciones similares a dientes en la mandíbula inferior que les permiten actuar como dispensadores de semillas. Los sexos son similares en apariencia, pero el juvenil es más opaco, con la cabeza más marrón y el pico negro con naranja pálido en la base. En cuanto al comportamiento, es inusual, quizás único, entre los miembros de las Columbiformes que beben recogiendo agua con el pico, como la gran mayoría de las especies de aves, en lugar de succionarla usando la lengua.

## Taxonomía y sistemática
La especie fue descubierta probablemente en octubre o noviembre de 1839 por la Expedición Exploratoria de los Estados Unidos, al mando del comandante Wilkes. El descubrimiento del ave fue anunciado por Hugh Edwin Strickland en septiembre de 1844 como una de las rarezas obtenidas por el Sr. Titian Peale, naturalista de la expedición. La descripción formal fue realizada por William Jardine (Ann. Nat. Hist. xvi, pág. 175, lámina 9), bajo el nombre de Gnathodon strigirostris, aunque ese nombre de género ya se utilizaba para un molusco.
No tiene un pariente vivo cercano, pero se ha demostrado que es genéticamente similar al dodo, y el nombre del género Didunculus significa "pequeño dodo". El nombre inglés de dodlet fue sugerido por Sir Richard Owen. La estructura de la mandíbula y la lengua, y el pico superficialmente parecido al de un loro, sugieren un parentesco con los loros, pero estas características se deben a su dieta especializada, más que a una relación real.
El siguiente cladograma, de Shapiro y colaboradores del 2002, muestra a esta especie como el miembro basal del clado y las relaciones más cercanas dentro de Columbidae, un clado que consiste en aves endémicas de islas que viven generalmente en el suelo, de las cuales el dodo es el más destacado.
|  | Caloenas nicobarica                                                         |
|  |                                                                             |
|  | \| \| †Pezophaps solitaria \| \| \| \| \| \| †Raphus cucullatus \| \| \| \| |
|  |                                                                             |
|  | †Pezophaps solitaria                                                        |
|  |                                                                             |
|  | †Raphus cucullatus                                                          |
|  |                                                                             |

|  | †Pezophaps solitaria |
|  |                      |
|  | †Raphus cucullatus   |
|  |                      |

|  | Caloenas nicobarica                                                         |
|  |                                                                             |
|  | \| \| †Pezophaps solitaria \| \| \| \| \| \| †Raphus cucullatus \| \| \| \| |
|  |                                                                             |
|  | †Pezophaps solitaria                                                        |
|  |                                                                             |
|  | †Raphus cucullatus                                                          |
|  |                                                                             |

|  | †Pezophaps solitaria |
|  |                      |
|  | †Raphus cucullatus   |
|  |                      |

|  | Caloenas nicobarica                                                         |
|  |                                                                             |
|  | \| \| †Pezophaps solitaria \| \| \| \| \| \| †Raphus cucullatus \| \| \| \| |
|  |                                                                             |
|  | †Pezophaps solitaria                                                        |
|  |                                                                             |
|  | †Raphus cucullatus                                                          |
|  |                                                                             |

|  | †Pezophaps solitaria |
|  |                      |
|  | †Raphus cucullatus   |
|  |                      |

|  | Caloenas nicobarica                                                         |
|  |                                                                             |
|  | \| \| †Pezophaps solitaria \| \| \| \| \| \| †Raphus cucullatus \| \| \| \| |
|  |                                                                             |
|  | †Pezophaps solitaria                                                        |
|  |                                                                             |
|  | †Raphus cucullatus                                                          |
|  |                                                                             |

|  | †Pezophaps solitaria |
|  |                      |
|  | †Raphus cucullatus   |
|  |                      |

|  | Caloenas nicobarica                                                         |
|  |                                                                             |
|  | \| \| †Pezophaps solitaria \| \| \| \| \| \| †Raphus cucullatus \| \| \| \| |
|  |                                                                             |
|  | †Pezophaps solitaria                                                        |
|  |                                                                             |
|  | †Raphus cucullatus                                                          |
|  |                                                                             |

|  | †Pezophaps solitaria |
|  |                      |
|  | †Raphus cucullatus   |
|  |                      |

|  | Caloenas nicobarica                                                         |
|  |                                                                             |
|  | \| \| †Pezophaps solitaria \| \| \| \| \| \| †Raphus cucullatus \| \| \| \| |
|  |                                                                             |
|  | †Pezophaps solitaria                                                        |
|  |                                                                             |
|  | †Raphus cucullatus                                                          |
|  |                                                                             |

|  | †Pezophaps solitaria |
|  |                      |
|  | †Raphus cucullatus   |
|  |                      |

|  | Caloenas nicobarica                                                         |
|  |                                                                             |
|  | \| \| †Pezophaps solitaria \| \| \| \| \| \| †Raphus cucullatus \| \| \| \| |
|  |                                                                             |
|  | †Pezophaps solitaria                                                        |
|  |                                                                             |
|  | †Raphus cucullatus                                                          |
|  |                                                                             |

|  | †Pezophaps solitaria |
|  |                      |
|  | †Raphus cucullatus   |
|  |                      |

|  | Caloenas nicobarica                                                         |
|  |                                                                             |
|  | \| \| †Pezophaps solitaria \| \| \| \| \| \| †Raphus cucullatus \| \| \| \| |
|  |                                                                             |
|  | †Pezophaps solitaria                                                        |
|  |                                                                             |
|  | †Raphus cucullatus                                                          |
|  |                                                                             |

|  | †Pezophaps solitaria |
|  |                      |
|  | †Raphus cucullatus   |
|  |                      |

|  | Caloenas nicobarica                                                         |
|  |                                                                             |
|  | \| \| †Pezophaps solitaria \| \| \| \| \| \| †Raphus cucullatus \| \| \| \| |
|  |                                                                             |
|  | †Pezophaps solitaria                                                        |
|  |                                                                             |
|  | †Raphus cucullatus                                                          |
|  |                                                                             |

|  | †Pezophaps solitaria |
|  |                      |
|  | †Raphus cucullatus   |
|  |                      |

|  | Caloenas nicobarica                                                         |
|  |                                                                             |
|  | \| \| †Pezophaps solitaria \| \| \| \| \| \| †Raphus cucullatus \| \| \| \| |
|  |                                                                             |
|  | †Pezophaps solitaria                                                        |
|  |                                                                             |
|  | †Raphus cucullatus                                                          |
|  |                                                                             |

|  | †Pezophaps solitaria |
|  |                      |
|  | †Raphus cucullatus   |
|  |                      |

|  | Caloenas nicobarica                                                         |
|  |                                                                             |
|  | \| \| †Pezophaps solitaria \| \| \| \| \| \| †Raphus cucullatus \| \| \| \| |
|  |                                                                             |
|  | †Pezophaps solitaria                                                        |
|  |                                                                             |
|  | †Raphus cucullatus                                                          |
|  |                                                                             |

|  | †Pezophaps solitaria |
|  |                      |
|  | †Raphus cucullatus   |
|  |                      |

|  | Caloenas nicobarica                                                         |
|  |                                                                             |
|  | \| \| †Pezophaps solitaria \| \| \| \| \| \| †Raphus cucullatus \| \| \| \| |
|  |                                                                             |
|  | †Pezophaps solitaria                                                        |
|  |                                                                             |
|  | †Raphus cucullatus                                                          |
|  |                                                                             |

|  | †Pezophaps solitaria |
|  |                      |
|  | †Raphus cucullatus   |
|  |                      |

|  | Caloenas nicobarica                                                         |
|  |                                                                             |
|  | \| \| †Pezophaps solitaria \| \| \| \| \| \| †Raphus cucullatus \| \| \| \| |
|  |                                                                             |
|  | †Pezophaps solitaria                                                        |
|  |                                                                             |
|  | †Raphus cucullatus                                                          |
|  |                                                                             |

|  | †Pezophaps solitaria |
|  |                      |
|  | †Raphus cucullatus   |
|  |                      |

|  | Caloenas nicobarica                                                         |
|  |                                                                             |
|  | \| \| †Pezophaps solitaria \| \| \| \| \| \| †Raphus cucullatus \| \| \| \| |
|  |                                                                             |
|  | †Pezophaps solitaria                                                        |
|  |                                                                             |
|  | †Raphus cucullatus                                                          |
|  |                                                                             |

|  | †Pezophaps solitaria |
|  |                      |
|  | †Raphus cucullatus   |
|  |                      |

|  | Caloenas nicobarica                                                         |
|  |                                                                             |
|  | \| \| †Pezophaps solitaria \| \| \| \| \| \| †Raphus cucullatus \| \| \| \| |
|  |                                                                             |
|  | †Pezophaps solitaria                                                        |
|  |                                                                             |
|  | †Raphus cucullatus                                                          |
|  |                                                                             |

|  | †Pezophaps solitaria |
|  |                      |
|  | †Raphus cucullatus   |
|  |                      |

|  | Caloenas nicobarica                                                         |
|  |                                                                             |
|  | \| \| †Pezophaps solitaria \| \| \| \| \| \| †Raphus cucullatus \| \| \| \| |
|  |                                                                             |
|  | †Pezophaps solitaria                                                        |
|  |                                                                             |
|  | †Raphus cucullatus                                                          |
|  |                                                                             |

|  | †Pezophaps solitaria |
|  |                      |
|  | †Raphus cucullatus   |
|  |                      |

En 2007 se publicó un cladograma similar, que solo se diferenciaba en la colocación invertida de Goura y Didunculus, así como en la inclusión de la paloma faisán (Otidiphaps nobilis) y la paloma perdiz picogorda (Trugon terrestris) en la base del clado.